# Universidad Centro Latinoamericano de Economía Humana
La Universidad Centro Latinoamericano de Economía Humana (CLAEH) es una organización uruguaya sin fines de lucro y una Universidad con sede en Montevideo, Uruguay, fundada en 1957. Su inspiración doctrinaria viene de la corriente de Economía y Humanismo, promovida desde los años cuarenta por el sacerdote dominico bretón Louis-Joseph Lebret sobre Économie et humanisme, que afirma los valores de la persona humana, la solidaridad y el compromiso con el cambio social al servicio del desarrollo. Desde su creación, el CLAEH ha conjugado la investigación científica interdisciplinaria, la intervención social, con debates dirigidos a proponer políticas públicas. Todo ello, en una praxis que se retroalimenta permanentemente. De ahí que siempre ha buscado construir conocimiento para la acción y acción para el conocimiento.
Tiene fuertes lazos de intercambio y colaboración con organizaciones afines en América Latina y el Caribe que han aportado una comunidad de ideas para fortalecer el desarrollo regional en un marco de construcción progresiva de la democracia y de respeto a los derechos humanos.

## Formación
A los cincuenta años de su fundación, el CLAEH fue reconocido oficialmente como Instituto Universitario en octubre de 1997. Y a los sesenta años, en 2017 ha sido reconocida como Universidad por el Ministerio de Educación y Cultura de Uruguay.

## Facultad de Medicina
La Facultad de Medicina CLAEH fue fundada en el año 2006 y ha sido aprobada por la autoridad gubernamental competente de Uruguay, el Ministerio de Educación y Cultura.
A fines de 2011 egresaron los primeros médicos recibidos en su Facultad de Medicina.

## Facultad de la Cultura
La Facultad de la Cultura alberga una carrera de grado y una carrera técnica en Gestión cultural, dos posgrados: uno en Didáctica de la Historia y otro en Investigación en Historia Contemporánea y dos diplomas: uno en Historia, cultura y patrimonio y otro en Edición; además de varios cursos regulares, seminarios de investigación y proyectos de trabajo.

## Facultad de Derecho
La Facultad de Derecho es una de las tres facultades del CLAEH y está establecida en Punta del Este (departamento de Maldonado, República Oriental del Uruguay). Alberga dos carreras de grado: Escribano Público y Doctor en Derecho (abogado), y un título intermedio: Procurador, además de realizar regularmente seminarios y proyectos de trabajo con la comunidad.